# Rennrodel-Weltmeisterschaften 1962
Die Rennrodel-Weltmeisterschaften 1962 fanden am 12. und 13. Februar 1962 in Krynica-Zdrój in Polen statt.

## Einsitzer der Frauen
| Platz | Land | Sportlerin            | Zeit    |
| ----- | ---- | --------------------- | ------- |
| 1     | GDR  | Ilse Geisler          | 3:51,27 |
| 2     | AUT  | Gerda Rieser-Cegnar   | 3:53,13 |
| 3     | POL  | Danuta Nycz           | 3:54,24 |
| 4     | POL  | Heleną Bether-Szubert | 3:54,53 |
| 5     | POL  | Danuta Zachara        | 3:54,60 |
| 6     | AUT  | Marie Isser           | 3:55,36 |

Weitere Reihenfolge
| Platz | Sportlerin            | Land |
| ----- | --------------------- | ---- |
| 7     | Irena Pawełczyk       | POL  |
| 8     | Olina Tylova          | CSK  |
| 9     | Antonina Gorgon       | POL  |
| 10    | Erika Leitner         | ITA  |
| 11    | Marianne Winkler      | FRG  |
| 12    | Zorka Tomaskova       | CSK  |
| 13    | Waltraud Ambacher     | AUT  |
| 14    | Elisabeth Nagele      | CHE  |
| 15    | Anna Grabowska-Źróbik | POL  |
| 16    | Minna Blüml           | FRG  |
| 17    | Helga Terkel          | FRG  |
| 18    | Erika Außendorfer     | ITA  |
| 19    | Gertraud Beer         | FRG  |
| 20    | Lucia Hackelsberger   | FRG  |
| 21    | Elfriede Fischer      | GDR  |
| 22    | Rosemarie Stiller     | ITA  |
| 23    | Marianne Oberhauser   | AUT  |
| 24    | Ute Gähler            | GDR  |
| 25    | Helene Thurner        | AUT  |

## Einsitzer der Männer
| Platz | Land | Sportler       | Zeit    |
| ----- | ---- | -------------- | ------- |
| 1     | GDR  | Thomas Köhler  | 4:43,99 |
| 2     | POL  | Jerzy Wojnar   | 4:44,13 |
| 3     | GDR  | Jochen Asche   | 4.46.98 |
| 4     | GDR  | Walter Eggert  | 4.47.37 |
| 5     | POL  | Ryszard Pędrak | 4.48.16 |
|       |      |                |         |
| 6     | FRG  | Fritz Nachmann | 4.48.21 |
| 11    | FRG  | Max Leo        |         |

Weitere Reihenfolge
| Platz | Sportler                | Land |
| ----- | ----------------------- | ---- |
| 7     | Anton Venier            | AUT  |
| 8     | Lucjan Kudzia           | POL  |
| 9     | Hans Plenk              | FRG  |
| 10    | Mieczysław Pawełkiewicz | POL  |
| 11    | Max Leo                 | FRG  |
| 12    | Reinhold Frosch         | AUT  |
| 13    | Josef Lenz              | FRG  |
| 14    | Ewald Walch             | AUT  |
| 15    | Günter Schneider        | GDR  |
| 16    | Johann Graber           | ITA  |
| 17    | Ludwig Gassner          | AUT  |
| 18    | Zdzisław Siuda          | POL  |
| 19    | Władysław Szcześc       | POL  |
| 20    | Horst Urban             | CSK  |
| 21    | Helmut Thaler           | AUT  |
| 22    | Hermann Mayer           | FRG  |
| 23    | Karl Prinoth            | ITA  |
| 24    | Franz Tiefenbacher      | AUT  |
| 25    | Jozef Skalniak          | POL  |
| 26    | Georg Moroder           | ITA  |
| 27    | Rolf Greger Strøm       | NOR  |
| 28    | Stanisław Kafel         | POL  |
| 29    | Wolfgang Winkler        | FRG  |
| 30    | Arnold Prinoth          | ITA  |
| 31    | Peter Weiß              | GDR  |
| 32    | Reinhold Senn           | AUT  |
| 33    | Erich Peukert           | CSK  |
| 34    | Manik Novotny           | CSK  |
| 35    | Walter Merten           | GDR  |
| 36    | Arnold Gartmann         | CHE  |
| 37    | Otto Haspinger          | ITA  |
| 38    | Vladimir Dasek          | CSK  |
| 39    | Vladimir Kovanda        | CSK  |
| 40    | Walter Öhlschläger      | CHE  |
| 41    | Hermann Kammerer        | FRG  |
| 42    | Nepomuk Beer            | FRG  |
| 43    | Walter Außendorfer      | ITA  |
| 44    | Jean-Pierre Gotschall   | CHE  |
| 45    | Rolf Greger Strøm       | NOR  |
| 46    | Petr Skrabalek          | CSK  |
| 47    | Eivind Urkedahl         | NOR  |
| 48    | Klaus-Michael Bonsack   | GDR  |
| 49    | Andrea Gadmer           | CHE  |
| 50    | Max Thüler              | CHE  |
| 51    | Cassian Koch            | CHE  |
| 52    | Bjørn Dyrdahl           | NOR  |
| 53    | Pierre Martzolff        | FRA  |
| 54    | Paolo Ambrosi           | ITA  |
| 55    | Andrä Oberhammer        | ITA  |
| 56    | Herbert Thaler          | AUT  |
| 57    | Mogens Christiansen     | NOR  |
| 58    | Reinhold Bühler         | LIE  |
| 59    | Roar Dahl               | NOR  |
| 60    | Richard Schädler        | LIE  |
| 61    | Hans-Ruedi Roth         | CHE  |
| 62    | Henry Josserand         | FRA  |
| 63    | Ola Kolstad             | NOR  |
| 64    | Hans Nägele             | LIE  |
| 65    | Walter Bornhaupt        | NLD  |
| 66    | Roland Pontneau         | FRA  |
| 67    | Alois Beck              | LIE  |
| 68    | Paul Baudoin            | FRA  |
| 69    | Raymond-Lawrence Fales  | USA  |
| 70    | Purvis McDougall        | CAN  |
| 71    | William Pryor           | USA  |
| 72    | Karl Skrzypeczki        | GBR  |
| 73    | Jan Leinhardt           | NOR  |
| 74    | Jerry Little            | USA  |
| 75    | Weltin Wolfinger        | LIE  |
| 76    | Douglas Anakin          | CAN  |
| 77    | Norman Barclay          | GBR  |
| 78    | Jacques Depetro         | FRA  |
| 79    | Kurt Christiansen       | USA  |

## Doppelsitzer
| Platz | Land | Sportler                          | Zeit    |
| ----- | ---- | --------------------------------- | ------- |
| 1     | ITA  | Giovanni Graber Gianpaolo Ambrosi | 1:51.50 |
| 2     | FRG  | Fritz Nachmann Max Leo            | 1:52.57 |
| 3     | TCH  | Manfred Novotný Petr Škrabálek    | 1:52.69 |
| 4     | GDR  | Klaus Bonsack Thomas Köhler       | 1:52.79 |
| …     |      |                                   |         |
| 10    | GDR  | Jochen Asche Helmut Vollprecht    |         |

Weitere Reihenfolge
| Platz | Sportler                             | Land |
| ----- | ------------------------------------ | ---- |
| 5     | Erich Peukert, Horst Urban           | CSK  |
| 6     | Reinhold Frosch, Ludwig Gassner      | AUT  |
| 7     | Edward Fender, Stanisław Wawok       | POL  |
| 8     | Helmut Thaler, Herbert Thaler        | AUT  |
| 9     | Ryszard Siuda, Kazimierz Kubica      | POL  |
| 10    | Jochen Asche, Helmut Vollprecht      | GDR  |
| 11    | Wolfgang Winkler, Hermann Mayer      | FRG  |
| 12    | Walter Außendorfer, Karl Prinoth     | ITA  |
| 13    | Josef Lenz, Nepomuk Beer             | FRG  |
| 14    | Georg Moroder, Arnold Prinoth        | ITA  |
| 15    | Arnold Gartmann, Walter Oehlschläger | CHE  |
| 16    | Hans Plenk, Hermann Kammerer         | FRG  |
| 17    | Ryszard Pędrak, Anton Plochozki      | POL  |
| 18    | Peter Weiß, Walter Merten            | GDR  |
| 19    | Max Thüler, Hans-Ruedi Roth          | CHE  |
| 20    | Otto Haspinger, Andrä Oberhammer     | ITA  |
| 21    | Władysław Szcześc, Zdzisław Siuda    | POL  |
| 22    | Purviss McDougall, Douglas Anakin    | CAN  |

## Medaillenspiegel
| Platz | Land                            | Gold | Silber | Bronze | Gesamt |
| ----- | ------------------------------- | ---- | ------ | ------ | ------ |
| 1     | Deutsche Demokratische Republik | 2    | 0      | 1      | 3      |
| 2     | Italien                         | 1    | 0      | 0      | 1      |
| 3     | Polen                           | 0    | 1      | 1      | 2      |
| 4     | BR Deutschland                  | 0    | 1      | 0      | 1      |
| 4     | Österreich                      | 0    | 1      | 0      | 1      |
| 6     | Tschechoslowakei                | 0    | 0      | 1      | 1      |